# Разширена вселена на Ди Си
„Разширената вселена на Ди Си“ (на английски: DC Extended Universe (DCEU)) е американски медиен франчайз и споделена вселена, съсредоточена върху поредица от филми за супергерои и телевизионни сериали, продуцирани от Ди Си Студиос и разпространявани от Уорнър Брос Пикчърс. Вселената е базирана на герои, които се появяват в американски комикси, публикувани от Ди Си Комикс. Вселената вклюлчва също комикси, късометражни филми, книги и видеоигри. Подобно на оригиналната вселена на Ди Си комикс в комиксите, Разширената вселена е създадена чрез пресичане на общи сюжетни елементи, актьорски състав и герои.
От 2002 г. Уорнър Брос има планове да събере различни супергерои на Ди Си Комикс във филми, когато Волфганг Петерсен е нает, за да режисира филми за Супермен и Батман. След като планираният филм за Лигата на справедливостта е спрян през 2008 г. и първоначалните планове за вселената са отменени поради разочарованието от критиците и представянето на филма Зеленият фенер от 2011 г., Уорнър Брос създава тази споделена вселена през 2013 г.
Първият филм от Разширената вселена на Ди Си е Човек от стомана (2013), с който се поставя рестартиране на поредицата от филми за Супермен, последван от Батман срещу Супермен: Зората на справедливостта (2016), който служи за рестартиране на поредицата от филми за Батман. Тези два филма са последвани от дузина филми и са разширени, за да бъдат използвани сюжетите им за телевизионни сериали за стрийминг платформата Ейч Би О Макс през 2022 г., започвайки с Умиротворителя. След преструктурирането на Ди Си Студиос и назначаването на Джеймс Гън и Питър Сафран през 2022 г., франчайзът до голяма степен е рестартиран с издаването на филма Светкавицата, който ще послужи за нови филми и телевизионни сериали във вселената на Ди Си, планирани от Гън и Сафран, въпреки че оригиналната Разширена вселена на Ди Си приключва на 20 декември 2023 г. с издаването на филма Аквамен и изгубеното кралство.
Разширената вселена на Ди Си е деветият най-печеливш филмов франчайз, събрал над 6,2 милиарда долара от глобалния боксофис. Най-касовият филм, Аквамен, печели над 1,15 милиарда долара в световен мащаб, превръщайки се в най-печелившия филм, базиран на комикс на Ди Си до момента. Приемането на франчайза като цяло е смесено сред критиците и феновете.

## Възникване
След обявяването на филмовата поредица, вселената обикновено се нарича „Киновселена на Ди Си“ от феновете и медиите, в съответствие вече установената Киновселена на Марвел. Кийт Стаскевич, пишещ за Ентъртейнмънт Уийкли, шеговито измисля термина „Разширена вселена на Ди Си“ в статията си за филма Батман срещу Супермен: Зората на справедливостта, публикувана на 1 юли 2015 г. Според колумнистът на Valture Ейбрахам Ризман терминът не се използва официално от компанията.
През 2016 г., като част от Филмите на Ди Си: Зората на Лигата на справедливостта, Джеф Джоунс и Кевин Смит споменават името на франчайза като „Вселената на Лигата на справедливостта“. По време на панела на Ди Си Филмс на Сан Диего Комик-Кон 2018, видео банер показва думите „Добре дошли в световете на Ди Си“, след представяне на някои предстоящи филми. В резултат на това някои медии изтълкуват това, че Ди Си официално кръщават споделената си филмова вселена като „Световете на Ди Си“. През март 2020 г. обаче Джим Лий нарича франчайза „Разширената вселена на Ди Си“ на събитието C2E2. Франчайзът е официално озаглавен „Разширена вселена на Ди Си“, когато услугата за стрийминг на Уорнърмедия Ейч Би О Макс стартира през месец май 2021 г.
След назначаването на Питър Сафран и Джеймс Гън за ръководители на Ди Си Студиос, Уорнър Брос Дискавъри (създадена от сливането между Уорнърмедия и Дискавъри) споменава филмите и телевизионните сериали на Ди Си като част от „Вселената на Ди Си“, което някои медии изтълкуват като ребрандиране на франчайза.

## Развитие

### Първоначално развитие (2006 – 2015)
През 2002 г. Волфганг Петерсен е нает да режисира филм за Батман срещу Супермен по сценарий на Акива Голдсман. Уорнър Брос отменя проекта, за да се концентрира върху отделни проекти за двамата супергерои, след като Джей Джей Ейбрамс представя проекта Superman: Flyby. През 2007 г. Уорнър Брос наема дуото сценаристи Мишел и Кийрън Мълруни да напишат сценарий за филм за Лигата на справедливостта. Крисчън Бейл, който играе ролята на Батман във филма Батман в началото (2005), не е поканен да повтори ролята, нито Брандън Раут, който изпълнява ролята на Супермен във филма Супермен се завръща (2006). Проектът е спрян за неопределено време през януари 2008 г., след като компанията не успява да осигури данъчни облекчения за снимките в Австралия, както и заради стачката на Гилдията на сценаристите на Америка 2007 – 2008, която попречва в напредъка по сценария.
През 2013 г. с рестартирането на франчайза за Супермен с филма Човек от стомана се поставят основите за бъдещи филми на Ди Си. Филмът съдържа препратки към други герои от вселената на Ди Си, така че ако има успех, да постави началото на споделена вселена. По време на Комик-Кон през юли, един месец след издаването на Човек от стомана, Уорнър Брос обявява, че Супермен и Батман ще се срещнат за първи път в кинематографичен формат в продължение на Човек от стомана, установявайки споделената вселена. Президентът на Уорнър Брос за творческо развитие Грег Силвърман обяснява подхода на Ди Си към тяхната кинематографична вселена през 2015 г.: „Ние вземаме тези любими герои и ги поставяме в ръцете на майстори режисьори и се уверяваме, че всички те се координират помежду си“.

### Създаване на Разширената вселена (2016 – 2021)
През май 2016 г., след критики към Батман срещу Супермен: Зората на справедливостта, Уорнър Брос създава подразделението на Ди Си Филмс с главния творчески директор на Ди Си Джеф Джоунс и изпълнителния вицепрезидент на Уорнър Брос Джон Бърг като негови ръководители, за да наблюдават продукциите и да формират сплотено творчество в развитието франчайза. Новото подразделение няма пълна автономия, тъй като Джоунс трябва да докладва на президента на Ди Си Даян Нелсън, а Бърг – на Силвърман. През декември Силвърман е отстранен от Уорнър Брос, а на негово място Тоби Емерих е повишен в президент и главен директор по съдържание. До януари 2017 г. Джоунс и Берг докладват на Емерих. След финансовия и критичен успех на Жената чудо през юни, Джоунс заявява, че напредъкът във филмите ще се фокусира върху сърцето, хумора, надеждата, героизма и оптимизма на героите. В резултат на слабото представяне на Лигата на справедливостта в боксофиса, Бърг напуска позицията си и от януари 2018 г. става продуцентски партньор на Рой Лий.
През януари 2018 г. Уалтер Хамада е назначен за президент на Ди Си Филмс и съръководител на Разширената вселена на Ди Си, заменяйки Берг. През следващия месец Шантал Нонг е назначена за вицепрезидент на Ди Си Филмс. Двамата са наети да наблюдават франчайза с Джоунс, като ключови мениджъри на производствения екип. Въпреки това, Джоунс се оттегля от изпълнителните си роли в през юни и създава продуцентска компания „Мад Гоуст Прадакшънс“, за да има по-голяма практическа роля в различни медии на Ди Си като сценарист и продуцент. След финансовия успех на Аквамен, главният изпълнителен директор на Уорнър Брос Кевин Цухихара казва, че предстоящата серия от филми на Ди Си ще се фокусира върху историите на индивидуалните герои, вместо върху взаимосвързаността. През 2021 г. Уорнърмедия обявява, че бъдещите филми отново ще бъдат взаимосвързани.
През февруари 2021 г. Ейч Би О Макс и изпълнителният продуцент Джей Джей Ейбрамс започват да разработват множество сериали, базирани на отделните членове от екипа на Лигата на справедливостта, с план в крайна сметка да кулминират тези проекти в кросоувър и минисериал.
През август 2020 г. Бен Афлек потвърждава, че ще се завърне като Батман във филма Светкавицата, а две години по-късно съобщава, че има епизодична поява в Аквамен и изгубеното кралство, като това ще бъде последното му превъплъщение в героя.

### Сливане на Уорнър Брос с Дискавъри (2022)
През април 2022 г., след сливането на Уорнър Брос с Дискавъри, Уорнър Брос Дискавъри преразглежда функциите и продукциите на Ди Си Ентъртейнмънт и Ди Си Филмс. Дейвид Заслав, президент и главен изпълнителен директор на новосъздалата се компания, и нейните ръководители смятат, че на Ди Си „липсва последователна, креативна и търговска стратегия“. Уорнър Брос Дискавъри възнамерява да съживи първокласни герои на Ди Си, за които се смята, че са пренебрегнати в предишните години, като Супермен. Смята се, че Уолтър Хамада е включен в бизнес плана на Заслав в очакване на предоговаряне на сделката в края на договорните му задължения към Ди Си Филмс през 2023 г. Като част от плановете на Заслав е даването на зелена светлина на пълнометражни игрални филми, част от вселената на Ди Си. През юни преструктурирането на студиата започва, като Майкъл Де Лука и Пам Абди са посочени като съпредседатели на Уорнър Брос Моушън Пикчър Груп, поемайки поста от Тоби Емерих, който се оттегля от поста си.
През октомври Дуейн Джонсън казва, че ще бъде консултант на франчайза, включително ще помага на Уорнър Брос в търсенето на новото ръководство, от което се нуждае, за да процъфтяват филмите на Ди Си, като същевременно изразява увереност в бъдещето под ръководството на Заслав, Де Лука, и Абди. Джонсън допълва, че Черния Адам е първата стъпка в новата серия от филми, която ще продължи да разширява вселената на Ди Си.
През ноември Ди Си Филмс се преименува на Ди Си Студиос с Джеймс Гън и Питър Сафран, обявени за негови съизпълнителни директори/съпредседатели, като двамата ще наблюдават всички бъдещи проекти на Ди Си, включително филми, сериали и анимации. Гън и Сафран съвместно заявяват: „Нашият ангажимент към Супермен, Батман, Жената чудо, Аквамен, Харли Куин и останалата част от героите на Ди Си се равнява само на нашия ангажимент към чудото на човешките възможности, които тези герои представляват. Ние сме развълнувани да разкажем някои от най-големите, най-красивите и най-великите истории, разказвани някога“.
На първата среща между Уорнър Брос Дискавъри и Ди Си Студиос, проведена през ноември, Гън и Сафран описват структурата на франчайза, заявявайки, че той ще включва филми, сериали, анимации, игри и други медии. Докато работи върху 10-годишния план на студиото, Гън признава предишните изявления на Джонсън, че всички участващи творци са решени да слушат феновете, след което главният изпълнителен директор се допитва до феновете чрез страницата си в социалните медии кои Ди Си герои биха искали да видят част от франчайза в бъдеще. Гън и Сафран трябва да представят своите планове за франчайза на Заслав през декември 2022 г.
Същия месец Джеймс Гън съобщава, че новият списък с филми на Ди Си, подготвен от него и Сафран, е финализиран и няколкото филма от списъка трябва да бъдат обявени през януари. Той също така допълва, че се разработва нов филм за Супермен, който ще се фокусира върху по-младата версия на героя и следователно няма да бъде изигран от Хенри Кавил. Кавил потвърждава, че повече няма да играе ролята. Джонсън съобщава, че героят му Черния Адам няма да бъде част от първата фаза на плановете, но може да се завърне в бъдеще. През януари 2023 г. Variety съобщава, че новата вселена на Гън и Сафран ще бъде „широко, но не цялостно нулиране“ на филмовия франчайз.
Гън и Сафран разкриват плановете си на 31 януари 2023 г., като заявяват, че първата част ще се казва Първа епоха: Богове и чудовища. Те също така събират сценаристите Дрю Годард, Джеръми Слейтър, Кристина Ходсън, Кристъл Хенри и Том Кинг Вселената на Ди Си ще се състои от централизирана вселена, съдържаща филми, анимации и видеоигри. Проекти, които не са част от споделената вселена, ще бъдат обозначени като Други светове. Гън и Сафран съобщават, че са предложили на Езра Милър, Гал Гадот, Джейсън Момоа и Закари Леви да продължат да играят същите герои, които са играли във филмите за Разширената вселена на Ди Си.

## Филми
| №  | Филм                                                           | Премиера            | Режисьор           | Сценарист(и)                                                | История от                                                  | Продуцент(и)                                                                        |
| -- | -------------------------------------------------------------- | ------------------- | ------------------ | ----------------------------------------------------------- | ----------------------------------------------------------- | ----------------------------------------------------------------------------------- |
| 1  | Човек от стомана                                               | 14 юни 2013         | Зак Снайдър        | Дейвид С. Гойър                                             | Дейвид С. Гойър и Кристофър Нолан                           | Чарлс Роувън, Кристофър Нолан, Ема Томас и Дебора Снайдър                           |
| 2  | Батман срещу Супермен: Зората на справедливостта               | 25 март 2016        | Зак Снайдър        | Крис Терио и Дейвид С. Гойър                                | Крис Терио и Дейвид С. Гойър                                | Чарлс Роувън и Дебора Снайдър                                                       |
| 3  | Отряд самоубийци                                               | 5 август 2016       | Дейвид Ейър        | Дейвид Ейър                                                 | Дейвид Ейър                                                 | Чарлс Роувън и Ричърд Съкъл                                                         |
| 4  | Жената чудо                                                    | 2 юни 2017          | Пати Дженкинс      | Алън Хайнбърг                                               | Зак Снайдър, Алън Хайнбърг и Джейсън Фукс                   | Чарлс Роувън, Дебора Снайдър, Зак Снайдър и Ричард Съкъл                            |
| 5  | Лигата на справедливостта                                      | 17 ноември 2017     | Зак Снайдър        | Крис Терио и Джос Уидън                                     | Крис Терио и Зак Снайдър                                    | Чарлс Роувън, Дебора Снайдър, Джон Бърг и Джеф Джоунс                               |
| 6  | Аквамен                                                        | 21 декември 2018    | Джеймс Уан         | Дейвид Лесли Джонсън-Макголдрик и Уил Бийл                  | Джеф Джоунс, Джеймс Уан и Уил Бийл                          | Питър Сафран и Роб Коуан                                                            |
| 7  | Шазам!                                                         | 5 април 2019        | Дейвид Ф. Санбърг  | Хенри Гейдън                                                | Хенри Гейдън и Дарън Лемки                                  | Питър Сафран                                                                        |
| 8  | Хищни птици                                                    | 7 февруари 2020     | Кати Ян            | Кристина Ходсън                                             | Кристина Ходсън                                             | Марго Роби, Брайън Ънкелес и Сю Крол                                                |
| 9  | Жената чудо 1984                                               | 25 декември 2020    | Пати Дженкинс      | Пати Дженкинс, Джеф Джоунс и Дейвид Калахам                 | Пати Дженкинс и Джеф Джоунс                                 | Чарлс Роувън, Дебора Снайдър, Зак Снайдър, Пати Дженкинс, Гал Гадот и Стивън Джоунс |
| –  | Лигата на справедливостта: Режисьорската версия на Зак Снайдър | 18 март 2021        | Зак Снайдър        | Крис Терио                                                  | Крис Терио, Зак Снайдър и Уил Бийл                          | Чарлс Роувън и Дебора Снайдър                                                       |
| 10 | Отрядът самоубийци                                             | 5 август 2021       | Джеймс Гън         | Джеймс Гън                                                  | Джеймс Гън                                                  | Чарлс Роувън и Питър Сафран                                                         |
| 11 | Черния Адам                                                    | 21 октомври 2022    | Жауме Колет-Сера   | Адъм Стикийл, Рори Хайнес и Сохраб Ноширвани                | Адъм Стикийл, Рори Хайнес и Сохраб Ноширвани                | Бо Флин, Хайрам Гарсия, Дуейн Джонсън и Дани Гарсия                                 |
| 12 | Шазам: Яростта на боговете                                     | 17 март 2023 г.     | Дейвид Ф. Сандбърг | Хенри Гейдън                                                | Хенри Гейдън                                                | Питър Сафран, Джоф Джонс                                                            |
| 13 | Светкавицата                                                   | 23 юни 2023 г.      | Анди Мускети       | Кристина Ходсън                                             | Джон Франсис Дейли, Джонатан Голдстейн, Джоби Харолд        | Барбара Мускети и Майкъл Диско                                                      |
| 14 | Синия бръмбар                                                  | 18 август 2023 г.   | Анхел Мануел Сото  | Гарет Дънет-Алкосер                                         | Гарет Дънет-Алкосер                                         | Джон Рикард                                                                         |
| 15 | Аквамен и изгубеното кралство                                  | 20 декември 2023 г. | Джеймс Уан         | Дейвид Лесли Джонсън-Макголдрик, Джеймс Уан и Джейсън Момоа | Дейвид Лесли Джонсън-Макголдрик, Джеймс Уан и Джейсън Момоа | Джеймс Уан и Питър Сафран                                                           |

### Човек от стомана(2013)
Кал-Ел / Кларк Кент, който пристига на Земята от Криптон още като бебе, се бори с това защо е изпратен на тази планета. Отгледан от осиновителите си, Джонатан и Марта Кент, Кларк приема личността „Супермен“ и разбира дали способностите, които има, са предназначени да поддържат мира или да завладеят света.
По време на обсъждане на историята на Черният рицар: Възраждане (2012) Дейвид С. Гойър разказва на Кристофър Нолан идеята си как да представи Супермен в съвременен контекст. Впечатлен от концепцията на Гойcр, Нолан представя идеята на студиото, което наема Нолан да продуцира филма, а Гоъйр – да напише сценария въз основа на финансовия и критичен успех на Черният рицар (2008). През октомври 2010 г. Зак Снайдър е нает да режисира филма, а Хенри Кавил е избран за ролята на Кларк Кент / Супермен през януари 2011 г. Записите започват през август 2011 г. Световната премиера на Човек от стомана е на 14 юни 2013 г.

### Батман срещу Супермен: Зората на справедливостта(2016)
Пазителят на Готъм Сити Батман пътува до Метрополис, за да се бие със Супермен, опасявайки се какво би се случило, ако вторият бъде оставен без контрол, докато друга заплаха застрашава човечеството.
До юни 2013 г. Уорнър Брос ускорява продължението на Човек от стомана, като Снайдър и Гойър се завръщат съответно като режисьор и сценарист. Нолан участва като изпълнителен продуцент. Продължението включва Батман в главната роля и служи като рестартиране на поредицата от филми за героя. Кавил, Ейми Адамс, Даян Лейн и Лорънс Фишбърн повтарят ролите си от Човек от стомана, а Бен Афлек е избран за ролята на Брус Уейн / Батман. Крис Терио е нает да пренапише сценария на Гойър. Първоначално планиран да излезе през юли 2015 г., датата на издаване е променена на 6 май 2016 г., за да се даде на създателите на филма „време да реализират напълно своята визия, като се има предвид сложната визуална природа на историята“. Първоначалните снимки са на 19 октомври 2013 г. в Колежа на Източен Лос Анджелис, преди пълното основно заснемане да започне през май 2014 г. и да приключи през декември същата година. Записите се извършват в Детройт, Илинойс, Ню Мексико, Африка и южната част на Тихия океан. След друга промяна на датата, филмът е издаден на 25 март 2016 г.
Батман срещу Супермен: Зората на справедливостта се развива 18 месеца след събитията в Човек от стомана. Филмът представя Гал Гадот като Диана Принс / Жената чудо, Езра Милър като Бари Алън / Светкавицата, Джейсън Момоа като Артър Къри / Аквамен, Рей Фишър като Виктор Стоун / Киборг и Джо Мортън като д-р Сайлъс Стоун. Степънулф, който е главен злодей в Лигата на справедливостта (2017), е представен в кратка сцена, която не е включена в кино версията на филма, но е излъчена онлайн на 28 март 2016 г., а също и в удължената версия на филма на блу-рей.

### Отряд самоубийци(2016)
След смъртта на Супермен тайна правителствена агенция набира заловени суперзлодеи, за да изпълняват опасни тъмни мисии и да спасяват света от мощна заплаха в замяна на помилване.
През февруари 2009 г., преди разработването на Разширената вселена на Ди Си, Уорнър Брос разработва филм за Отряда самоубийци, като Дан Лин е избран за продуцент, а Джъстин Маркс – за сценарист. Уорнър Брос обявява Отряд самоубийци през октомври 2014 г., като Дейвид Ейър е избран за режисьор и сценарист. Основният актьорски състав включва Уил Смит, Марго Роби, Джаред Лето, Джай Кортни, Джей Ернандес, Адеуале Акинуйе-Агбадже, Карън Фукухара, Кара Делевин, Вайола Дейвис и Джоел Кинаман. Записите се провеждат от април до август 2015 г. в Торонто. Премиерата на Отряд самоубийци е на 5 август 2016 г.
Отряд самоубийци се развива след събитията от Батман срещу Супермен: Зората на справедливостта. Афлек и Милър повтарят ролите си. В сцена в средата на финалните надписи, Аманда Уолър среща Уейн в ресторант и му предава досие, съдържащо информация за бъдещите членове на Лигата на справедливостта.

### Жената чудо(2017)
Диана от Темискира, воин на Амазонките, която е и полубогиня, дъщеря на бог Зевс, използва своите таланти и способности, за да помогне на човечеството по време на Първата световна война.
През декември 2013 г. Гал Гадот е избрана за ролята на Диана Принс / Жената чудо и подписва договор за три филма. Филмът е обявен през октомври 2014 г. и е потвърдено, че Мишел Макларън ще го режисира по сценарий на Джейсън Фукс. Макларън напуска проекта през април следващата година поради творчески различия, а Пати Дженкинс поема режисурата. Записите започват през ноември 2015 г. и приключват през май 2016 г., като се осъществяват в Обединеното кралство, Франция и Италия. Премиерата на филма е на 2 юни 2017 г.

### Лигата на справедливостта(2017)
Мотивирани от смъртта на Супермен, Батман и Жената чудо събират екип от мета-хора, за да спрат заплахата на Степънулф, който търси три кутии, разпръснати из цялата Земя.
До юни 2013 г. Гойър трябва да напише Лигата на справедливостта като част от договор за три филма, който подписва за Човека от стомана. През април 2014 г. е потвърдено, че Снайдър се присъединява като режисьор и филмът е обявен през октомври като Лигата на справедливостта, част първа. През 2016 г. е разкрито, че Крис Терио е написал сценария и заглавието е променено на Лигата на справедливостта. Афлек, Кавил, Гадот, Момоа, Милър и Фишър повтарят своите роли от предишни филми. Заснемането се провежда от април до октомври 2016 г. в Уорнър Брос Студиос Лийвсдън в Англия, както и на места около Лондон и в Исландия. През май 2017 г. Снайдер се оттегли от задълженията си във филма поради лични причини, а Джос Уидън заема неговата позиция в постпродукцията, като допълнителните сцени са написани и режисирани от него. Въпреки че Уидън не е официално признат за режисьор в етапа на постпродукцията, той свършва достатъчно допълнителна работа, за да получи кредит за сценарист на филма. Премиерата на Лигата на справедливостта е на 17 ноември 2017 г.

#### Лигата на справедливостта на Зак Снайдър(2021)
Разногласната реакция към кино версията на Лигата на справедливостта, след като Снайдер напуска режисьорските си задължения и финалната версия е оставена в ръцете на Уидън, довежда до кампания, насочена от фенове за "Снайдер версията" на филма. Основните аргументи са, че визията на Снайдър е по-близка с предишните филми.  През март 2019 г. Снайдър потвърждава, че оригиналната му версия наистина съществува и допълва, че зависи пускането ѝ от Уорнър Брос. Компанията запазва мълчание по въпроса, въпреки че Върайъти съобщава през ноември, че Уорнър Брос е малко вероятно да пусне версията на Снайдер на Лигата на справедливостта, тъй като вътрешен човек от студиото я описва като „неуспешна мечта“. Плановете са да бъде излъчена в стрийминг платформата Ейч Би О Макс на 18 март 2021 г. Първоначално замислен като минисериал от четири епизода, в крайна сметка е пуснат като четиричасов филм, два пъти по-дълъг от вече излъчената версия.

### Аквамен(2018)
Артър Къри, наполовина атлантидец, се заема да ръководи подводното царство Атлантида срещу неговия полубрат, крал Орм, който се стреми да обедини седемте подводни кралства срещу света на сушата.
Джейсън Момоа е избран за ролята на Артър Къри / Аквамен през юни 2014 г. До август Уил Бийл и Кърт Джонстад пишат конкурентни сценарии за филма. Аквамен е обявен през октомври същата година. Джеймс Уан е нает като режисьор на следващата година, както и да наблюдава сценария от Джонстад. По-късно Дейвид Лесли Джонсън-Макголдрик е привлечен да напише нов сценарий. Бийл се присъединява отново, за да напише сценария, базиран на история, обработена от Уан и Джеф Джонс. Джонсън работи върху пренаписването на сценария на Бийл с Уан и продуцента Питър Сафран. Записите започват през май 2017 г. в Куинсланд, Австралия, и приключват през октомври. Премиерата на Аквамен е на 21 декември 2018 г.
Действието в Аквамен се развива след събитията от Лигата на справедливостта, въпреки че критиците забелязват множество несъответствия между двата филма. Освен това, Момоа твърди, че действието на филма се развива след версията на Снайдър, като краят на тази версия е пряко свързан със събитията в Аквамен.

### Шазам!(2019)
Благодарение на древен магьосник, казвайки думата "Шазам", 14-годишният Били Батсът може да се превърне във възрастен супергерой. Той се опитва да овладее силите си и да победи злите сили, контролирани от д-р Тадеус Сивана.
През август 2014 г. Дуейн Джонсън признава привързаността си към проект за супергероя Шазам, известен преди като Капитан Марвел. Обявено е, че Джонсън ще изиграе ролята на антигероя Черния Адам, врагът на Шазам във филма, а Дарън Лемки ще започне да пише сценария през септември. През октомври Уорнър Брос обявява филма Шазам! като част от Разширената вселена на Ди Си. До януари 2017 г. Хенри Гeйдън работи върху сценария. През юли Дейвид Ф. Санбърг е нает да режисира филма. Джонсън е отстранен от проекта, вместо това участва в солов филм за Черния Адам. През октомври Закари Леви е избран за ролята на Шазам, а през ноември Ашър Ейнджъл е избран за ролята на детското алтер его на Шазам, Били Батсън. Записите започват през януари 2018 г. и приключват през май, като по-голямата част от снимките се провеждат в Пайнуут Торонто Студиос, наред с други локации около Торонто. Премиерата на Шазам! е на 5 април 2019 г.
Историята в Шазам! се развива след събитията от Лигата на справедливостта. Супермен се появява в края на филма, но лицето му не е показано, тъй като Хенри Кавил не успява да повтори ролята поради конфликти в графика. Злодеят Господин Ум е представен в сцена по средата на финалните надписи.

### Хищни птици(2020)
Когато Касандра Кейн, младо момиче, се натъква на диамант, принадлежащ на престъпния бос Черната маска, Харли Куин обединява сили с Черното канарче, Ловеца и Рене Монтоя, за да я защити.
До ноември 2016 г. е в процес на разработка на филм, базиран на женския екип за супергерои Хищни птици, като сценарист е Кристина Ходсън. През април 2018 г. Уорнър Брос избира Кати Ян за режисьор, а Марго Роби, Сю Крол и Брайън Ънкелес – за продуценти. Марго Роби повтаря ролята си на Харли Куин от Отряд самоубийци. За разлика от другите филми от Разширената вселена на Ди Си, филмът има по-малък бюджет. В допълнение към главната роля на Роби, актьорският състав включва още Мери Елизабет Уинстед, Джурни Смолет-Бел, Роузи Перес и Ела Джей Баско. Пълното заглавие на филма е разкрито като Хищни птици (И фантастичната еманципация на Харли Куин) от Роби. Снимачният процес започва през януари 2019 г. в Лос Анджелис и продължава до април. Премиерата на Хищни птици е на 7 февруари 2020 г.
Историята в Хищни птици се развива след Отряд самоубийци.

### Жената чудо 1984(2020)
Диана Принс влиза в конфликт със Съветския съюз по време на Студената война през 80-те години и намира двама страховити врагове в лицето на Максуел Лорд и Гепарда.
През юни 2017 г. Джеф Джоунс и Пати Дженкинс започват работа по обработката на историята за продължението на Жената чудо. През юли Джоунс работи върху сценария и продължението е официално обявено на Сан Диего Комик-Кон, като Гадот отново играе главната роля. През септември Дженкинс подписва договор за режисьор на филма и наема Дейвид Калахам да напише сценария с нея и Джоунс. Записите започват през юни 2018 г. и приключват през декември. Локациите за заснемане включват окръг Колумбия, Северна Вирджиния, Уорнър Брос Студиос Лийвсдън в Обединеното кралство и островите Тенерифе и Фуертевентура в Испания. Премиерата на Жената чудо 1984 е на 25 декември 2020 г. едновременно по кината и Ейч Би О Макс.
В сцена по средата на финалните надписи Линда Картър, която играе ролята на Жената чудо в телевизионен сериал от 1970 г., е представена като Астерия, легендарен воин от амазонките, който притежава древна златна броня, която Жената чудо на Гадот носи във филма.

### Отрядът самоубийци(2021)
Аманда Уолър изпраща нова оперативна група X, състояща се от стари и нови членове, на мисия да унищожи лаборатория от нацистката ера, съдържаща експерименти.
През март 2016 г. е обявено, че продължението на Отряд самоубийци е в процес на разработка, като Ейър се завръща като режисьор. Адам Козад е нает да напише сценария през март 2017 г. През юли е написана нова история от Зак Пен. През септември Гавин О'Конър е нает като режисьор и сценарист, след като Ейър отпада. През септември 2018 г. О'Конър завършва сценария с Дейвид Бар Кац и Тод Сташуик. На следващия месец О'Конър напуска проекта, тъй като от Уорнър Брос смятат, че сценарият е твърде подобен на Хищни птици. През 2019 г. филмът е преименуван на Отрядът самоубийци, с режисьор Джеймс Гън, с нов сценарий, който той пише. Гън избира проекта пред различни други филми, които Уорнър Брос разработва, включително филм за Супермен. Роби, Кинаман, Кортни и Дейвис повтарят ролите си от Отряд самоубийци. Записите започват през септември 2019 г. в Пинууд Атланта Студиос в Атланта, като последват допълнителни снимки в Панама и приключват през февруари 2020 г. Премиерата на Отрядът самоубийци е на 5 август 2021 г. едновременно по кината и в Ейч Би О Макс.

### Черния Адам(2022)
Близо 5000 години след като е надарен със силите на египетските богове и е затворен, Черния Адам е освободен от гробницата си, готов да отприщи своята форма на справедливост в съвременния свят.
През септември 2014 г. Дуейн Джонсън е избран за ролята на Черния Адам, централен злодей от франчайза Шазам на Ди Си. Героят трябва да бъде въведен в Шазам!, но Джонсън убеждава продуцентските студия на филма да разделят разказа, за да се съсредоточи върху произхода на Черния Адам, като Черния Адам и Шазам биха могли да се срещнат в бъдещ филм. Адъм Стикийл е нает за сценарист. През юни 2019 г. Жауме Колет-Сера е нает за режисьор на филма, а Джонсън, Бо Флин, Хайрам Гарсия и Дани Гарсия – за продуценти. През септември 2020 г. Рори Хайнес и Сохраб Ноширвани пишат нова чернова на сценария. Записите започват през април 2021 г. и приключват през юли. Премиерата на Черния Адам е на 21 октомври 2022 г.
Филмът включва Обществото на справедливостта на Америка, състоящо се от Алдис Ходж като Хоукмен, Ноа Сентинео като Разбивач на атоми, Куинтеса Суиндел като Циклон и Пиърс Броснан като Доктор Съдба. Повторение на ролите си от предишните филми от Разширената вселена на Ди Си правят Дейвис като Аманда Уолър, Джимон Унсу като магьосника Шазам и Дженифър Холанд като Емилия Харкорт, както и Хенри Кавил, който се появява като Кал-Ел / Кларк Кент / Супермен в сцена по средата на финалните надписи.

### Шазам: Яростта на боговете(2023)
Били Батсън и неговите приемни братя и сестри, които се превръщат в супергерои, изричайки думата „Шазам!“, са принудени да се върнат в действие и да се бият с дъщерите на Атлас, които искат да използват оръжие, което може да унищожи света.
Разработването на продължението на Шазам! започва през април 2019 г., като Хенри Гейдън се завръща като сценарист. Дейвид Ф. Сандбърг	 и Питър Сафран се завръщат съответно като режисьор и продуцент, а Крис Морган е нает като допълнителен сценарист. Закари Леви отново играе ролята си на главния супергерой, като повечето от възрастните и децата, участващи в семейството на Шазам. Заглавието Шазам: Яростта на боговете е обявено през август 2020 г. Записите започват през май 2021 г. в Атланта и приключват през август същата година. Премиерата на Шазам: Яростта на боговете е на 17 март 2023 г.
През януари 2023 г. изпълнителните директори на Ди Си Студиос Джеймс Гън и Питър Сафран заявяват, че Шазам: Яростта на боговете ще отведе зрителите направо в събитията от Светкавицата.

### Светкавицата(2023)
Бари Алън пътува назад във времето, за да предотврати убийството на майка си, което води до нежелани последствия.
През юли 2013 г. Грег Берланти разработва филм, който се съсредоточава около Бари Алън / Светкавицата и изготвя сценарий заедно с Джеф Джоунс, Крис Бранкато, Майкъл Грийн и Марк Гугенхайм. През октомври 2014 г. Уорнър Брос обявява Светкавицата с насрочена дата на излизане през 2018 г. и че Езра Милър е избрана за главната роля. През април 2015 г. е написана нова обработка на историята от Фил Лорд и Кристофър Милър. Джоби Харолд е нает да пренапише част от сценария през януари 2017 г., който преди това има чернови, написани от Греъм-Смит и Фамуива. През юли заглавието на филма е променено на Светкавицата, базирано на сюжета на едноименния комикс. През юли 2019 г. Анди Мускети и Кристина Ходсън са наети съответно за режисьор и сценарист. Продуценти са Барбара Мускети и Майкъл Диско. Записите започват през април 2021 г. в Уорнър Брос Студиос, Лийвсдън в Хартфордшър, Англия, и приключват през октомври. Премиерата на Светкавицата е на 23 юни 2023 г.
През януари 2023 г. изпълнителните директори на Ди Си Студиос Джеймс Гън и Питър Сафран заявяват, че Светкавицата „ще нулира“ Вселената на Ди Си и ще доведе направо към събитията от Синия бръмбар, Аквамен и изгубеното кралство и бъдещия набор от филми, предвид подзаглавието Глава 1: Богове и чудовища.

## Сериали
| Заглавие       | Сезон | Епизоди | Оригинално излъчване | Оригинално излъчване | Шоурънър   |
| Заглавие       | Сезон | Епизоди | Премиера             | Финал                | Шоурънър   |
| -------------- | ----- | ------- | -------------------- | -------------------- | ---------- |
| Умиротворителя | 1     | 8       | 13 януари 2022       | 17 февруари 2022     | Джеъмс Гън |

### Умиротворителя(2022)
Кристофър Смит / Умиротворителя е изпратен на черна мисия срещу индивиди, обладани от паразитни, подобни на насекоми същества, нахлуващи в човешката раса.
До септември 2020 г. спин-офът на телевизионния сериал на Отрядът самоубийци, съсредоточен върху Умиротворителя, е в процес на разработка за Ейч Би О Макс. Джеймс Гън е изпълнителен продуцент заедно с Питър Сафран и пише сценария на осемте епизода от първия сезон, а също и режисира няколко от тях. Джон Сина повтаря ролята си на Умиротворителя от филма. Снимките започват във Ванкувър, Канада, през януари 2021 г. и приключват през юли същата година. Първите три епизода на Умиротворителя са пуснати в стрийминг платформата на 13 януари 2022 г., като следващите епизоди се излъчват всяка седмица до 17 февруари. След като сериалът приключва, е подновен за втори сезон, като Гън е съгласен да пише и режисира всеки епизод.
Първият сезон на Умиротворителя се развива пет месеца след събитията от Отрядът самоубийци. Стийв Ейджи и Дженифър Холанд повтарят ролите си на Джон Економос и Емилия Харкорт съответно. Виола Дейвис, Джейсън Момоа и Езра Милър също имат некредитирани изяви като съответните им роли в Разширената вселена на Ди Си на Аманда Уолър, Артър Къри / Аквамен и Бари Алън / Флаш, като Супермен и Жената чудо също се появяват с лица, закрити от тъмнината.
След положителните отзиви вторият сезон е планиран, като създателят на сериала Джеймс Гън потвърждава, че ще пише и режисира всички планирани епизоди, а Джон Сина ще повтори ролята си. Гън заявява, че новият сезон ще изследва по-големите последици от събитията от първия сезон. След изненадващото отменяне на филма на Ейч Би О Макс Батгърл през август 2022 г., Гън отново потвърждава, че вторият сезон на Умиротворителя „ще продължи развитието си“. По-късно през същия месец заявява, че снимките са планирани да започнат през 2023 г., но през януари 2023 г. Гън прави изявление, че вторият сезон е отложен, тъй като е зает да работи по други проекти.

## Хронология
Рядко се посочват точните години при събитията във филмите, част от Разширената вселена на Ди Си. Човек от стомана се развива след събитията от Жената чудо и Жената чудо 1984, които се развиват съответно през 1918 и 1984 г. В Жената чудо има сцени, развиващи се в настоящето след събитията от Батман срещу Супермен: Зората на справедливостта. Събитията в Батман срещу Супермен се развиват 18 месеца след събитията от Човек от стомана, който проследява последствията и появата на извънземни и мета-хора като Супермен. Филмът завършва със смъртта на Супермен, на което се набляга в Отряд самоубийци и Лигата на справедливостта, които се развиват съответно една и две години по-късно.
Джейсън Момоа потвърждава, че Аквамен се развива веднага след Лигата на справедливостта на Зак Снайдър. Аквамен е последван от Шазам!, чийто събития се случват по време на коледните празници на 2018 г. Шазам: Яростта на боговете се развива около две години след своя предшественик. Събитията в Хищни птици се развиват през 2020 г., последвани от Отрядът самоубийци, за който е потвърдено, че се развиват през 2021 г. Събитията в сериала Умиротворителя се развиват пет месеца след тези в Отрядът самоубийци. За събитията в Черния Адам е потвърдено, че се развиват след Лигата на справедливостта.

## Споделените герои от Ди Си
Списък на всички споделени герои от Вселената на Ди Си:
- Тази таблица показва само герои, които са участвали или ще участват в повече от един филм.
- Сивите клетки индикират, че героите не се появяват във филмите или че още не са се появили.
- В белите клетки са индикирани актьорите и актрисите, изпълняващи съответните роли.

### Първа част
| Герой                                                    | Филм             | Филм                                             | Филм             | Филм         | Филм                      | Филм                   | Филм                           | Филм        | Филм             | Филм                                                           |
| Герой                                                    | Човек от стомана | Батман срещу Супермен: Зората на справедливостта | Отряд самоубийци | Жената чудо  | Лигата на справедливостта | Аквамен                | Шазам!                         | Хищни птици | Жената чудо 1984 | Лигата на справедливостта: Режисьорската версия на Зак Снайдър |
| -------------------------------------------------------- | ---------------- | ------------------------------------------------ | ---------------- | ------------ | ------------------------- | ---------------------- | ------------------------------ | ----------- | ---------------- | -------------------------------------------------------------- |
| Кал-Ел / Кларк Кент / Супермен                           | Хенри Кавил      | Хенри Кавил                                      |                  |              | Хенри Кавил               |                        | Раян Хендли                    |             |                  | Хенри Кавил                                                    |
| Брус Уейн / Батман                                       |                  | Бен Афлек                                        | Бен Афлек        |              | Бен Афлек                 |                        |                                |             |                  | Бен Афлек                                                      |
| Диана Принс / Жената чудо                                |                  | Гал Гадот                                        |                  | Гал Гадот    | Гал Гадот                 |                        |                                |             | Гал Гадот        | Гал Гадот                                                      |
| Артър Къри / Аквамен                                     |                  | Джейсън Момоа                                    |                  |              | Джейсън Момоа             | Джейсън Момоа          |                                |             |                  | Джейсън Момоа                                                  |
| Бари Алън / Светкавицата                                 |                  | Езра Милър                                       | Езра Милър       |              | Езра Милър                |                        |                                |             |                  | Езра Милър                                                     |
| Виктор Стоун / Киборг                                    |                  | Рей Фишър                                        |                  |              | Рей Фишър                 |                        |                                |             |                  | Рей Фишър                                                      |
| Били Батсън / Шазам                                      |                  |                                                  |                  |              |                           |                        | Ашър Ейнджъл Закари Леви       |             |                  |                                                                |
| Харлийн Куинзел / Харли Куин                             |                  |                                                  | Марго Роби       |              |                           |                        |                                | Марго Роби  |                  |                                                                |
| Лоис Лейн                                                | Ейми Адамс       | Ейми Адамс                                       |                  |              | Ейми Адамс                |                        |                                |             |                  | Ейми Адамс                                                     |
| Пери Уайт                                                | Лорънс Фишбърн   | Лорънс Фишбърн                                   |                  |              |                           |                        |                                |             |                  |                                                                |
| Марта Кент                                               | Даян Лейн        | Даян Лейн                                        |                  |              | Даян Лейн                 |                        |                                |             |                  | Даян Лейн                                                      |
| Джонатан Кент                                            | Кевин Костнър    | Кевин Костнър                                    |                  |              |                           |                        |                                |             |                  |                                                                |
| Генерал Калвин Суануик / Ж'он Ж'оунз / Марсианския ловец | Хари Леникс      | Хари Леникс                                      |                  |              |                           |                        |                                |             |                  | Хари Леникс                                                    |
| Келор                                                    | Карла Гуджино    | Карла Гуджино                                    |                  |              |                           |                        |                                |             |                  | Карла Гуджино                                                  |
| Алфред Пениуърт                                          |                  | Джеръми Айрънс                                   |                  |              | Джеръми Айрънс            |                        |                                |             |                  | Джеръми Айрънс                                                 |
| Комисар Джеймс Гордън                                    |                  |                                                  |                  |              | Джей Кей Симънс           |                        |                                |             |                  | Джей Кей Симънс                                                |
| Капитан Стив Тревър                                      |                  | Крис Пайн                                        |                  | Крис Пайн    |                           |                        |                                |             | Крис Пайн        |                                                                |
| Кралица Хиполита                                         |                  |                                                  |                  | Кони Нилсен  | Кони Нилсен               |                        |                                |             | Кони Нилсен      | Кони Нилсен                                                    |
| Генерал Антиопа                                          |                  |                                                  |                  | Робин Райт   | Робин Райт                |                        |                                |             | Робин Райт       | Робин Райт                                                     |
| Мера                                                     |                  |                                                  |                  |              | Амбър Хърд                | Амбър Хърд             |                                |             |                  | Амбър Хърд                                                     |
| Нуидис Вулко                                             |                  |                                                  |                  |              |                           | Уилям Дефо             |                                |             |                  | Уилям Дефо                                                     |
| Кралица Атлана                                           |                  |                                                  |                  |              |                           | Никол Кидман           |                                |             |                  |                                                                |
| Томас Къри                                               |                  |                                                  |                  |              |                           | Темуера Морисън        |                                |             |                  |                                                                |
| Крал Нереус                                              |                  |                                                  |                  |              |                           | Долф Лундгрен          |                                |             |                  |                                                                |
| Стивън Шин                                               |                  |                                                  |                  |              |                           | Рандал Парк            |                                |             |                  |                                                                |
| Айрис Уест                                               |                  |                                                  |                  |              |                           |                        |                                |             |                  | Киърси Клемънс                                                 |
| Хенри Алън                                               |                  |                                                  |                  |              | Били Крудуп               |                        |                                |             |                  | Били Крудуп                                                    |
| Д-р Сайлъс Стоун                                         |                  | Джо Мортън                                       |                  |              | Джо Мортън                |                        |                                |             |                  | Джо Мортън                                                     |
| Капитан Кери Ферис                                       | Кристина Рен     | Кристина Рен                                     |                  |              |                           |                        |                                |             |                  |                                                                |
| Фредерик „Фреди“ Фрийман                                 |                  |                                                  |                  |              |                           |                        | Джак Дилън Грейзър Адам Броуди |             |                  |                                                                |
| Мери Бромфийлд                                           |                  |                                                  |                  |              |                           |                        | Грейс Фултън Мишел Борт        |             |                  |                                                                |
| Юджийн Чой                                               |                  |                                                  |                  |              |                           |                        | Иън Чен Рос Бътлър             |             |                  |                                                                |
| Педро Пеня                                               |                  |                                                  |                  |              |                           |                        | Джован Арманд Ди Джей Котрона  |             |                  |                                                                |
| Дарла Дъдли                                              |                  |                                                  |                  |              |                           |                        | Фейт Херман Меган Гуд          |             |                  |                                                                |
| Виктор Вазкез                                            |                  |                                                  |                  |              |                           |                        | Купър Андрюс                   |             |                  |                                                                |
| Роза Вазкез                                              |                  |                                                  |                  |              |                           |                        | Марта Миланс                   |             |                  |                                                                |
| Шазам                                                    |                  |                                                  |                  |              |                           |                        | Джимон Хонсу                   |             |                  |                                                                |
| Дигър Харкнес / Капитан Бумеранг                         |                  |                                                  | Джай Кортни      |              |                           |                        |                                |             |                  |                                                                |
| Полковник Рик Флаг                                       |                  |                                                  | Джоел Кинаман    |              |                           |                        |                                |             |                  |                                                                |
| Аманда Уолър                                             |                  |                                                  | Вайола Дейвис    |              |                           |                        |                                |             |                  |                                                                |
| Генерал Дру-Зод                                          | Майкъл Шанън     | Майкъл Шанън                                     |                  |              |                           |                        |                                |             |                  |                                                                |
| Фаора Ху-Ул                                              | Антие Трауе      |                                                  |                  |              |                           |                        |                                |             |                  |                                                                |
| Лекс Лутор                                               |                  | Джеси Айзенбърг                                  |                  |              | Джеси Айзенбърг           |                        |                                |             |                  | Джеси Айзенбърг                                                |
| Жокера                                                   |                  |                                                  | Джаред Лето      |              |                           |                        |                                |             |                  | Джаред Лето                                                    |
| Слейд Уилсън / Детстроук                                 |                  |                                                  |                  |              | Джо Манганиело            |                        |                                |             |                  | Джо Манганиело                                                 |
| Сър Патрик Морган / Арес                                 |                  |                                                  |                  | Дейвид Тюлис | Дейвид Тюлис              |                        |                                |             |                  | Дейвид Тюлис                                                   |
| Орм Мариус / Господаря на океана                         |                  |                                                  |                  |              |                           | Патрик Уилсън          |                                |             |                  |                                                                |
| Дейвид Кейн / Черната манта                              |                  |                                                  |                  |              |                           | Яхя Абдул Матийн втори |                                |             |                  |                                                                |
| Тадиъс Сивана                                            |                  |                                                  |                  |              |                           |                        | Марк Строн                     |             |                  |                                                                |
| Степънулф                                                |                  |                                                  |                  |              | Киърън Хайндс             |                        |                                |             |                  | Киърън Хайндс                                                  |

### Втора част
| Герой                            | Филм                           | Филм                | Филм                | Филм                           | Филм            | Филм            | Филм                          |  |
| Герой                            | Продължаващи от Първа част     | Отрядът самоубийци  | Черният Адам        | Шазам: Яростта на боговете     | Светкавицата    | Синия бръмбар   | Аквамен и изгубеното кралство |  |
| -------------------------------- | ------------------------------ | ------------------- | ------------------- | ------------------------------ | --------------- | --------------- | ----------------------------- |  |
| Кал-Ел / Кларк Кент / Супермен   | Хенри Кавил                    |                     | Хенри Кавил         |                                | Хенри Кавил     |                 |                               |  |
| Брус Уейн / Батман               | Бен Афлек                      |                     |                     |                                | Бен Афлек       |                 |                               |  |
| Диана Принс / Жената чудо        | Гал Гадот                      |                     |                     | Гал Гадот                      | Гал Гадот       |                 |                               |  |
| Артър Къри / Аквамен             | Джейсън Момоа                  |                     |                     |                                | Джейсън Момоа   |                 | Джейсън Момоа                 |  |
| Бари Алън / Светкавицата         | Езра Милър                     |                     |                     |                                | Езра Милър      |                 |                               |  |
| Били Батсън / Шазам              | Ашър Ейнджъл Закари Леви       |                     |                     | Ашър Ейнджъл Закари Леви       |                 |                 |                               |  |
| Харлийн Куинзел / Харли Куин     | Марго Роби                     | Марго Роби          |                     |                                |                 |                 |                               |  |
| Тет-Адам / Черният Адам          |                                |                     | Дуейн Джонсън       |                                |                 |                 |                               |  |
| Хайме Рейес / Синия бръмбар      |                                |                     |                     |                                |                 | Ксоло Маридуеня |                               |  |
| Картър Хол / Хоукмен             |                                |                     | Алдис Ходж          |                                |                 |                 |                               |  |
| Алфред Пениуърт                  | Джеръми Айрънс                 |                     |                     |                                | Джеръми Айрънс  |                 |                               |  |
| Мера                             | Амбър Хърд                     |                     |                     |                                |                 |                 | Амбър Хърд                    |  |
| Томас Къри                       | Темуера Морисън                |                     |                     |                                | Темуера Морисън |                 | Темуера Морисън               |  |
| Кралица Атлана                   | Никол Кидман                   |                     |                     |                                |                 |                 | Никол Кидман                  |  |
| Крал Нереус                      | Долф Лундгрен                  |                     |                     |                                |                 |                 | Долф Лундгрен                 |  |
| Стивън Шин                       | Рандал Парк                    |                     |                     |                                |                 |                 | Рандал Парк                   |  |
| Айрис Уест                       | Киърси Клемънс                 |                     |                     |                                | Киърси Клемънс  |                 |                               |  |
| Хенри Алън                       | Били Крудуп                    |                     |                     |                                | Рон Ливингстън  |                 |                               |  |
| Фредерик „Фреди“ Фрийман         | Джак Дилън Грейзър Адам Броуди |                     |                     | Джак Дилън Грейзър Адам Броуди |                 |                 |                               |  |
| Мери Бромфийлд                   | Грейс Фултън                   |                     |                     | Грейс Фултън                   |                 |                 |                               |  |
| Юджийн Чой                       | Иън Чен Рос Бътлър             |                     |                     | Иън Чен Рос Бътлър             |                 |                 |                               |  |
| Педро Пеня                       | Джован Арманд Ди Джей Котрона  |                     |                     | Джован Арманд Ди Джей Котрона  |                 |                 |                               |  |
| Дарла Дъдли                      | Фейт Херман Меган Гуд          |                     |                     | Фейт Херман Меган Гуд          |                 |                 |                               |  |
| Виктор Вазкез                    | Купър Андрюс                   |                     |                     | Купър Андрюс                   |                 |                 |                               |  |
| Роза Вазкез                      | Марта Миланс                   |                     |                     | Марта Миланс                   |                 |                 |                               |  |
| Шазам                            | Джимон Хонсу                   |                     | Джимон Хонсу        | Джимон Хонсу                   |                 |                 |                               |  |
| Дигър Харкнес / Капитан Бумеранг | Джай Кортни                    | Джай Кортни         |                     |                                |                 |                 |                               |  |
| Полковник Рик Флаг               | Джоел Кинаман                  | Джоел Кинаман       |                     |                                |                 |                 |                               |  |
| Аманда Уолър                     | Вайола Дейвис (с)              | Вайола Дейвис (с)   | Вайола Дейвис (с)   |                                |                 |                 |                               |  |
| Кристофър Смит / Умиротворителят |                                | Джон Сина (с)       |                     |                                |                 |                 |                               |  |
| Джон Економос                    |                                | Стийв Ейджи (с)     |                     | Стийв Ейджи                    |                 |                 |                               |  |
| Емилия Харкорт                   |                                | Дженифър Холанд (с) | Дженифър Холанд (с) | Дженифър Холанд (с)            |                 |                 |                               |  |
| Генерал Дру-Зод                  | Майкъл Шанън                   |                     |                     |                                | Майкъл Шанън    |                 |                               |  |
| Фаора Ху-Ул                      | Антие Трауе                    |                     |                     |                                | Антие Трауе     |                 |                               |  |
| Орм Мариус / Господаря на океана | Патрик Уилсън                  |                     |                     |                                |                 |                 | Патрик Уилсън                 |  |
| Дейвид Кейн / Черната манта      | Яхя Абдул Матийн втори         |                     |                     |                                |                 |                 | Яхя Абдул Матийн втори        |  |
| Тадиъс Сивана                    | Марк Стронг                    |                     |                     | Марк Стронг                    |                 |                 |                               |  |

## Прием

### Представяне в боксофиса
| Филм                                             | Премиера         | Боксофис (бруто) | Боксофис (бруто) | Боксофис (бруто) | Бюджет          |
| Филм                                             | Премиера         | САЩ и Канада     | Други територии  | Световен мащаб   | Бюджет          |
| ------------------------------------------------ | ---------------- | ---------------- | ---------------- | ---------------- | --------------- |
| Човек от стомана                                 | 14 юни 2013      | $291 045 518     | $377 000 000     | $668 045 518     | $225 милиона    |
| Батман срещу Супермен: Зората на справедливостта | 25 март 2016     | $330 360 194     | $543 277 334     | $873 637 528     | $250 милиона    |
| Отряд самоубийци                                 | 5 август 2016    | $325 100 054     | $421 746 840     | $746 846 894     | $175 милиона    |
| Жената чудо                                      | 2 юни 2017       | $412 845 172     | $410 009 114     | $822 854 286     | $149 милиона    |
| Лигата на справедливостта                        | 17 ноември 2017  | $229 024 295     | $428 902 692     | $657 926 987     | $300 милиона    |
| Аквамен                                          | 21 декември 2018 | $335 104 314     | $813 424 079     | $1 148 528 393   | $200 милиона    |
| Шазам!                                           | 5 април 2019     | $140 480 049     | $227 318 962     | $367 799 011     | $100 милиона    |
| Хищни птици                                      | 7 февруари 2020  | $84 172 791      | $121 200 000     | $205 372 791     | $85 милиона     |
| Жената чудо 1984                                 | 25 декември 2020 | $46 801 036      | $122 800 000     | $169 601 036     | $200 милиона    |
| Отрядът самоубийци                               | 5 август 2021    | $55 817 425      | $112 900 000     | $168 717 425     | $185 милиона    |
| Черния Адам                                      | 21 октомври 2022 | $168 152 111     | $225 100 000     | $393 252 111     | $195 милиона    |
| Шазам: Яростта на боговете                       | 17 март 2023     | $57 638 006      | $76 145 000      | $133 783 006     | $125 милиона    |
| Светкавицата                                     | 16 юни 2023      | $105 159 835     | $156 400 000     | $261 559 835     | $200 милиона    |
| Синия бръмбар                                    | 18 август 2023   | $ 72 488 072     | $ 58 300 000     | $ 130 788 072    | $ 104 милиона   |
| Аквамен и изгубеното кралство                    | 20 декември 2023 | $ 114 814 090    | $ 283 400 000    | $ 398 214 090    | $ 205 милиона   |
| Общо                                             | Общо             | $2 771 976 440   | $4 398 373 852   | $7 170 350 292   | $2,657 милиарда |